# Polioptila caerulea
Polioptila caerulea là một loài chim trong họ Polioptilidae.